# 公民足球隊
公民足球隊（シチズンFC、Citizen Football Club）は、香港にホームを置くサッカークラブである。
1947年創設の総合スポーツクラブ公民体育会（公民體育會、The Citizen Athletic Association）のサッカー部門として1968年に設立された。2007-08シーズンはファーストディヴィジョンに準優勝、FAカップに優勝した。
2010年に、日本で清水エスパルス、Honda FCと練習試合を行った。

## タイトル

### 国内タイトル
- セカンドディビジョン：2回
  - 1999-00, 2003-04

- FAカップ：1回
  - 2007-08

- シニアシールド： 1回
  - 2010-11

## 歴代所属選手
- マーロン 2008-2009
- 高田寿典 2008-2010
- 中村祐人 2011-2014